# Запасные игроки
«Запасные игроки» (англ. The Benchwarmers; другое название «Скамейка запасных») — американский комедийный фильм режиссёра Денниса Дугана.

## Сюжет
Риччи, Гас и Кларк — трое взрослых приятелей. Они были очень непопулярными детьми в школе, со слабой физической подготовкой. Из-за этого их не брали в школьную бейсбольную команду. Между тем, они очень любили этот спорт. Теперь, когда они уже совсем взрослые, они решили вспомнить детство и выступить командой в бейсбольном матче детской лиги.

## В ролях
| Актёр          | Роль             |
| -------------- | ---------------- |
| Джон Хидер     | Кларк            |
| Роб Шнайдер    | Гас              |
| Дэвид Спейд    | Риччи            |
| Джон Ловитц    | Мэл              |
| Тим Медоус     | Уэйн             |
| Брук Лэнгтон   |                  |
| Молли Симс     | Лиз              |
| Лохлин Манро   |                  |
| Амори Ноласко  | Карлос           |
| Джиллиан Генри | Гретхен Питерсон |

## Съёмочная группа
- Режиссёр — Деннис Дуган
- Продюсер — Адам Сэндлер
- Сценарий — Аллен Коверт, Адам Сэндлер
- Оператор — Томас Экерман